# Nicéforo I, o Logóteta
Nicéforo I (em grego medieval: Νικηφόρος Α΄; romaniz.: Nikēphoros I; m. 26 de julho de 811), dito Logoteta (Λογοθέτης), foi imperador bizantino entre 802 e 811. Era originário de Selêucia Sidera e tinha, aparentemente, ascendência árabe.

## História
Nicéforo era um patrício e foi nomeado ministro das finanças (logóteta geral) pela imperatriz Irene. Com a ajuda dos patrícios e eunucos, Nicéforo conseguiu destronar e enviar Irene para o exílio, e fazer-se proclamar imperador a 31 de outubro de 802. Para perpetuar a sua dinastia no trono imperial de Bizâncio, Nicéforo associou ao seu trono o seu filho Estaurácio em 803.
O seu governo foi ameaçado por Vardanes, o Turco, um dos seus melhores generais, que se revoltou e foi apoiado por outros oficiais superiores, em especial pelos mais tarde imperadores Leão V, o Armênio, e Miguel II, o Amoriano, em 803. Nicéforo conseguiu vencer os opositores e, tendo logrado dispersar o exército inimigo, obteve a submissão de Vardanes, que foi enviado para um mosteiro. Uma conspiração encabeçada pelo patrício Arsabero teve um final semelhante.
Nicéforo empreendeu uma reorganização geral do império, criando novos temas nos Bálcãs (onde reiniciou a re-helenização da região através do deslocamento para a península de populações anatólicas) e fortalecendo as regiões fronteiriças. Carecendo de enormes quantias de dinheiro para os seus projectos militares, Nicéforo dedicou-se activamente a reestruturar as fontes de receita do império. Granjeou o desfavor dos seus súbditos (e em especial do clero, que tentou controlar mais firmemente) através da sua rigorosa e exigente política fiscal. Embora tivesse nomeado o iconódulo Nicéforo I para patriarca de Constantinopla, o imperador Nicéforo foi retratado na historiografia eclesiástica como um vilão por Teófanes, o Confessor.
Em 803, Nicéforo concluiu um tratado intitulado a "Paz de Nicéforo", com Carlos Magno, mas recusou-se a reconhecê-lo como imperador. As relações externas deterioraram-se e conduziram à guerra por causa de Veneza no período 806–810. Neste processo, Nicéforo esmagou uma revolta na cidade em 807, mas sofreu pesadas baixas infligidas pelos francos. O conflito foi sanado depois da morte de Nicéforo, e Veneza, a Ístria, a costa da Dalmácia e o sul de península Itálica foram atribuídos ao Império Bizantino, enquanto que Roma, Ravena e a Pentápole foram incluídas no Império Carolíngio.
Tendo deixado de pagar o tributo que a imperatriz Irene se sujeitava a pagar ao califa abássida Harune Arraxide, Nicéforo despoletou uma guerra contra os árabes. Forçado a tomar o comando pessoal dos seus exércitos pela deslealdade de Vardanes, Nicéforo foi severamente derrotado na Batalha de Craso, na Frígia, em 805, e as subsequentes incursões árabes na Ásia Menor compeliram-no a pedir a paz oferecendo um tributo anual de 30 000 moedas de ouro. O Califado Abássida viu-se envolvido em lutas de sucessão dinástica depois da morte de Harune Arraxide em 809, e Nicéforo pôde dedicar-se a lidar com Crum da Bulgária, que incessantemente assaltava as fronteiras norte do Império e que tomara Sérdica) (Sófia).
Nicéforo invadiu a Bulgária em 811, derrotou Crum por duas vezes e saqueou a sua capital Plisca. No entanto, enquanto Nicéforo retornava da campanha, o exército bizantino caiu numa emboscada e foi destruído nos desfiladeiros das montanhas a 26 de julho de 811. Nicéforo morreu nessa batalha, tendo sido o segundo imperador romano a sofrer essa sorte desde Valente, morto na Batalha de Adrianópolis em 9 de agosto de 378. O filho do imperador, Estaurácio, conseguiu reunir os sobreviventes do exército imperial e conduziu a retirada até Adrianópolis, muito embora estivesse ele próprio gravemente ferido.
A derrota de Plisca foi um golpe duríssimo para o império e diz-se que Crum fez do crânio de Nicéforo uma taça, com a qual brindou à vitória obtida, antes de se preparar para pôr cerco à própria cidade de Constantinopla.

## Família
De uma esposa cuja identidade permanece desconhecida, Nicéforo I teve pelo menos dois filhos:
- Estaurácio, que lhe sucedeu como imperador;
- Procópia, que veio a casar-se com o imperador Miguel I.